# SIG Sauer P239
Die SIG Sauer P239 ist eine halbautomatische Pistole, die in der Schweiz von der SIG SAUER AG (ehemals SAN Swiss Arms AG) hergestellt wird.

## Technik
Die Waffe ist in drei Kalibern erhältlich: 9-mm-Parabellum, .357 SIG und .40 S&W.
Mit einer Gesamtlänge von 168 mm, einer Höhe von 132 mm und einem Gewicht von etwa 710–770 g leer (je nach Kaliber), ist die P239 in den Vereinigten Staaten sehr beliebt als verdeckt tragbare Pistole. Die Magazinkapazität beträgt acht (9 mm) oder sieben (.357 SIG oder .40 S&W) Schuss.

## Varianten

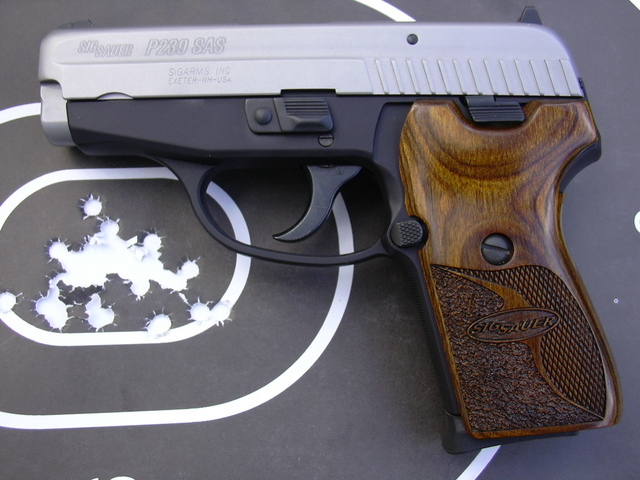
SIG P239 SAS